# بن كينغسلي
السير بن كينغسلي (بالإنجليزية: Ben Kingsley) ممثل بريطاني من مواليد 31 ديسمبر 1943، حاصل على جائزة الأوسكار 1982 كأفضل ممثل عن دوره في فيلم غاندي كما حصل بنفس الدور على جائزة الغولدن غلوب 1983 وجائزة الأكاديمية البريطانية لفنون الفيلم والتلفزيون 1982.

## نشأته
ولد كريشنا بانديت بانجي وهذا هو (اسمه الأصلي)، في سكاربوروه في بريطانيا لام إنكليزية واب من اصل هندي. وبدأ حياته الفنية على المسرح في لندن العام 1966. واختار بعدها اسم بن كينغسلي وانضم إلى فرقة «رويال شكسبير» المسرحية في العام 1967 فقام بأدوار في مسرحيات (حلم ليلة صيف) و(العاصفة) و(يوليوس قيصر)، وحصل على دورين رئيسين في مسرحيتي (عطيل) و(هاملت). اشتهر بن كينغسلي بتأدية الأعمال الإسلامية العلمية وحاول تصوير التراث الإسلامي في أعمال وثائقية كثيرة حيث اعتقد أن العالم الغربي لا يفهم التراث الإسلامي، ربما يرجع ذلك إلى أن والده كان من خوجة الغوجاراتيين الذين مارسوا الإسلام الشيعي الإسماعيلي، على الرغم من أن كينغسلي يعتبر نفسه من أتباع المذهب الكويكري.

## السيرة السينمائية
بدأ مشواره السينمائي سنة 1972 بفيلم مايكل توشنر الذي يحمل عنوان Fear is the Key، ولكن دوره السينمائي الأكبر كان في عام 1982 عندما قام بدور المهاتما غاندي في فيلم غاندي الذي حاز على دوره في هذا الفيلم جائزة الأوسكار لأفضل ممثل وجائزة الغولدن غلوب وأيضا جائزة البافتا لأفضل ممثل كما حصل على ميدالية (بادما شري) من الرئيسة الهندية السابقة أنديرا غاندي والحكومة الهندية 
وبعد فيلم غاندي شارك كينغسلي في عدة أفلام حيث قام عام 1988 بدور الدكتور جون واتسون رفيق شارلوك هولمز في فيلم Without a Clue مع مايكل كين وTestimony مع المخرج توني بالمر، وباغسي عام 1991 مع الممثل وارن بيتي وإخراج باري ليفنسون ورشح عن دوره في هذا الفيلم لـجائزة الأوسكار لأفضل ممثل مساند وجائزة الغولدن غلوب، وفي عام 1993 شارك في فيلم فيلم البحث عن بوبي فيشر والذي تدور قصته حول شاب يطمح ليكون مثل لاعب الشطرنج بوبي فيشر، وفي سنة 1994رشح لجائزة بافتا عن دوره في تمثيل شخصية إسحاق ستيرن في فيلم قائمة شندلر للمخرج ستيفن سبيلبرغ.
وفي عام 1994 عمل مع المخرج رومان بولانسكي في فيلم Death and the Maiden وشاركته البطولة الممثلة سيغورني ويفر، وفي عام 2000 شارك مع تومي لي جونز وصامويل جاكسون في الفيلم السياسي Rules of Engagement، وفي نفس العام لعب دور رجل العصابات دون لوغان في فيلم وحش مثير، وقد نجح نجاحا باهرا في هذا الدور، حيث ترشح عنه لجائزة الأوسكار لأفضل ممثل مساند وجائزة الغولدن غلوب وجائزة نقابة ممثلي الشاشة.
في عام 2003 قام ببطولة فيلم منزل الرمل والضباب بمشاركة جينيفر كونيلي وتدور أحداث الفيلم عن صراع حول ملكية منزل بين رجل إيراني وامرأة أمريكية، وقد ترشح عن هذا الفيلم لجائزة الأوسكار لأفضل ممثل بدور رئيسي، كما ترشح أيضا لجائزة الغولدن غلوب. في 2005 شارك كينغسلي
في فيلم Oliver Twist الذي أخرجه رومان بولانسكي، كما شارك في نفس العام في بطولة الفيلم التلفزيوني Mrs. Harris، وترشح عن دوره في الفيلم لجائزة إيمي وجائزة الغولدن غلوب. في عام 2006 شارك مع مورغان فريمان وبروس ويليس في بطولة فيلم Lucky Number Slevin
وقام ببطولة فيلم Elegy مع بينيلوب كروز، في عام 2010 قام كينغسلي بتأدية دور العالم المسلم الجزري في فيلم قصير وفي نفس العام قام ببطولة فيلم جزيرة المصراع للمخرج مارتن سكورسيزي وفيلم أمير فارس: رمال الزمن.

## وصلات خارجية
- بن كينغسلي على موقع IMDb (الإنجليزية)
- بن كينغسلي على موقع ميتاكريتيك (الإنجليزية)
- بن كينغسلي على موقع الموسوعة البريطانية (الإنجليزية)
- بن كينغسلي على موقع روتن توميتوز (الإنجليزية)
- بن كينغسلي على موقع مونزينجر (الألمانية)
- بن كينغسلي على موقع قاعدة بيانات الأفلام العربية
- بن كينغسلي على موقع ألو سيني (الفرنسية)
- بن كينغسلي على موقع ميوزك برينز (الإنجليزية)
- بن كينغسلي على موقع تيرنر كلاسيك موفيز (الإنجليزية)
- بن كينغسلي على موقع تيرنر كلاسيك موفيز (الإنجليزية)